# الساندرو تورچتا
الساندرو تورچتا (انگلیسی: Alessandro Turchetta؛ زادهٔ ۲۶ مارس ۱۹۸۲) بازیکن فوتبال اهل ایتالیا است.
از باشگاه‌هایی که در آن بازی کرده‌است می‌توان به باشگاه فوتبال فروزینونه، باشگاه فوتبال ویچنزا، و باشگاه فوتبال فیورنتینا اشاره کرد.